# Hubert M. Blalock
Hubert Morse „Tad“ Blalock, Jr., (* 23. August 1926 in Baltimore, Maryland; † 8. Februar 1991 in Bellevue, Washington) war ein US-amerikanischer Soziologe, der sich vor allem mit soziologischen Messtheorien beschäftigte.
Blalock wurde in die Familie einer reichen Fabrikantentochter und eines Angestellten der Aetna-Versicherungsgesellschaft geboren. Nach der Schule besuchte er 1944 zunächst ein Semester am Dartmouth College, bevor er mit 18 in die US Navy eintrat.
1975 wurde Blalock in die American Academy of Arts and Sciences gewählt, 1976 in die National Academy of Sciences. 1978/1979 war er der 70. Präsident der American Sociological Association. Er lehrte als Professor an der University of Washington.